# María Teresa Rejas
María Teresa Rejas Rodríguez (Cáceres, 29 de julio de 1946) es una profesora y política española de Izquierda Unida.

## Biografía
Licenciada en Filología por la Universidad de Extremadura y pedagoga, es miembro de la Presidencia de Izquierda Unida. Ha sido diputada por Badajoz en la III, IV y V legislatura de la Asamblea de Extremadura, y por Cáceres en la VI, ocupando en la Asamblea el puesto de Presidenta desde el 4 de julio de 1995 hasta el 21 de octubre de 1997, siendo la primera mujer en ocupar el cargo.